# Lithocarpus petelotii
Lithocarpus petelotii är en bokväxtart som beskrevs av Aimée Antoinette Camus. Lithocarpus petelotii ingår i släktet Lithocarpus och familjen bokväxter. Inga underarter finns listade.